# Heet (Dopebwoy)
Heet is een lied van de Nederlandse rapper Dopebwoy in samenwerking met de Nederlandse rapper Bizzey. Het werd in 2022 als single uitgebracht en stond in hetzelfde jaar als achtste track op het album Turbulentie van Dopebwoy.

## Achtergrond
Heet is geschreven door Ivano Biharie, Jordan Averill Jacott en Leendert Roelandschap en geproduceerd door Frnkie. Het is een nummer dat past in het genre nederhop. Het nummer samplet het lied Thoda Resham Lagta Hai van Lata Mangeshkar uit 1981. Heet werd bij radiozender NPO FunX uitgeroepen tot DiXte track van de week.
De single werd uitgebracht met twee nummers op de B-kant. Dit waren Monaco, een samenwerking van Dopebwoy met Boef en SRNO, en Alcoholist, een sololied van Dopebwoy.
Het is niet de eerste keer dat de twee artiesten met elkaar samenwerken. Dit deden zij eerder al op Bom 't, Salaris, My money en Nog steeds vies.

## Hitnoteringen
De artiesten hadden bescheiden succes met het lied in Nederland. Het piekte op de zeventigste plaats van de Single Top 100 in de drie weken dat het in deze hitlijst te vinden was. De Top 40 en haar Tipparade werden niet bereikt.